# Cyprus Airways
Cyprus Airways var et flyselskab - det nationale flyselskab fra Cypern. Selskabet var ejet af den cypriotiske stat, havde hovedkontor i Nicosia og hovedhub på Larnaca International Airport i Larnaca. Desuden fløj Cyprus fra Paphos International Airport ved Paphos. Selskabet blev etableret i 24. september 1947 og startede flyvningerne 18. april 1948.
I 2016 blev varemærket Cyprus Airways udlejet for en tiårsperiode, til Charlie Airlines; aftalen har en option om forlængelse for 5 år.
Cyprus Airways fløj i februar 2012 ruteflyvninger til 41 destinationer i femten lande. Deriblandt var der ruter til 16 græske lufthavne. Flyflåden bestod af 11 fly med en gennemsnitsalder på 8,3 år. Heraf var der fire eksemplarer af Airbus A319-100 med plads til 126 passagerer, og syv eksemplarer af Airbus A320-200 som de største fly i flåden med plads op til 162 passagerer.